# Anthony C. E. Quainton

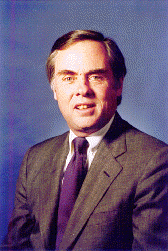
Anthony Quainton

Anthony Cecil Eden Quainton (* 4. April 1934 in Seattle, Washington; † 31. Juli 2023) war ein US-amerikanischer Diplomat, der unter anderem mehrmals Botschafter sowie von 1992 bis 1995 Assistant Secretary of State for Diplomatic Security war.

## Leben
Quainton besuchte die 1778 gegründete Phillips Academy in Andover und begann danach ein grundständiges Studium an der Princeton University, das er 1955 mit einem Bachelor of Arts (B.A.) beendete. Nach einem weiteren Studium an der University of Oxford trat er 1958 in den diplomatischen Dienst ein.
Am 20. Februar 1976 löste er William N. Dale als Botschafter im Zentralafrikanischen Kaiserreich ab und verblieb dort bis zum 9. Juni 1978, woraufhin Goodwin Cooke am 4. November 1978 seine dortige Nachfolge antrat. Er selbst wechselte daraufhin in das Außenministerium und war dort als Direktor des Büros für Terrorismusbekämpfung (Director of the Office for Combating Terrorism) im Range eines Assistant Secretary of State Nachfolger von Heyward Isham vom 16. August 1978 bis zum 1. August 1981. Danach übernahm er am 26. März 1982 von Lawrence A. Pezzullo den Posten als Botschafter in Nicaragua und blieb dort bis zum 6. Mai 1984, woraufhin Harry E. Bergold, Jr. am 31. Mai 1984 die Nachfolge antrat.
Anschließend wurde Quainton am 19. September 1984 Botschafter in Kuwait und damit Nachfolger von Francois M. Dickman, der bereits ein Jahr zuvor am 8. August 1983 abberufen wurde. Er verblieb bis zum 14. August 1987 auf dem Posten als Botschafter, der am 2. September 1987 von W. Nathaniel Howell übernommen wurde. Danach kehrte er abermals ins Außenministerium zurück und fungierte dort zwischen 1987 und 1989 als stellvertretender Generalinspektor. Am 11. Dezember 1989 löste er Alexander F. Watson als Botschafter in Peru ab und hatte diese Funktion bis zum 16. September 1992 inne. Während seiner Dienstzeit in Peru entging er einem Attentatsversuch durch einen Autobombenanschlag.
1992 kehrte Quainton wieder ins Außenministerium nach Washington, D.C. zurück und war als Nachfolger von Sheldon J. Krys vom 13. August 1992 bis zu seiner Ablösung durch Eric J. Boswell  am 29. Dezember 1995 Assistent des Außenministers für Diplomatische Sicherheit Assistant Secretary of State for Diplomatic Security. Zuletzt löste er am 29. Dezember 1995 Genta H. Holmes als Generaldirektor des Auswärtigen Dienstes (Director General of the Foreign Service) ab. Er übte dieses Amt bis zum 22. August 1997 aus, woraufhin Edward Gnehm am 25. August 1997 sein dortiger Nachfolger wurde.
Quainton engagierte sich ferner im Council on Foreign Relations sowie der American Academy of Diplomacy. Aus seiner Ehe mit Susan Long gingen drei Kinder hervor.